# 소년장수
소년장수(少年將帥)는 1982년부터 2019년까지 조선민주주의인민공화국의 조선4·26아동영화촬영소에서 만들어졌던 애니메이션으로 조선중앙텔레비죤에서 방영했다. 고구려의 소년 장수인 쇠메의 활약을 그렸다.

## 등장인물
- 쇠메
- 국화
- 쇠메의 어머니